# Fotbal Club Municipal Bacău
El Fotbal Club Municipal Bacău és un club de futbol romanès de la ciutat de Bacău.

## Història
El club va ser fundat el 1950 i dissolt el 2014. El seva actuació més destacada arribà la temporada 1990-91, en la que fou finalista de copa. El 1998 fou campió de la Copa de la Lliga. Evolució del nom:
- 1950: Dinamo Bacău
- 1970: SC Bacău
- 1990: FC Bacău
- 1992: FC Selena Bacău
- 1995: AS Bacău
- 1997: FCM Bacău

## Palmarès
- Segona divisió romanesa de futbol: 
  - 1955, 1966-67, 1974-75, 1994-95

- Tercera divisió romanesa de futbol: 
  - 2010-11

- Copa de la Lliga romanesa de futbol: 
  - 1998